# مارکوس کالدرون
مارکوس کالدرون (انگلیسی: Marcos Calderón; ۱۱ ژوئیهٔ ۱۹۲۸ – ۸ دسامبر ۱۹۸۷) بازیکن فوتبال و مربی فوتبال اهل پرو بود.وی به عنوان سرمربی، در سال ۱۹۷۵ ، تیم ملی فوتبال پرو را قهرمان کوپا آمریکا کرد.